# Pine Hollow
Pine Hollow é uma Região censo-designada localizada no estado norte-americano de Oregon, no Condado de Wasco.

## Demografia
Segundo o censo norte-americano de 2000, a sua população era de 424 habitantes.

## Geografia
De acordo com o United States Census Bureau tem uma área de 6,7 km², dos quais 5,9 km² cobertos por terra e 0,8 km² cobertos por água.

## Localidades na vizinhança
O diagrama seguinte representa as localidades num raio de 28 km ao redor de Pine Hollow.